# Буковинка (Закарпатская область)
Буковинка (укр. Буковинка) — село в Верхнекоропецкой сельской общине Мукачевского района Закарпатской области Украины.
Население по переписи 2001 года составляло 515 человек. Почтовый индекс — 89660. Телефонный код — 3131. Занимает площадь 0,909 км². Код КОАТУУ — 2122781603.